# Tereny zieleni w Warszawie

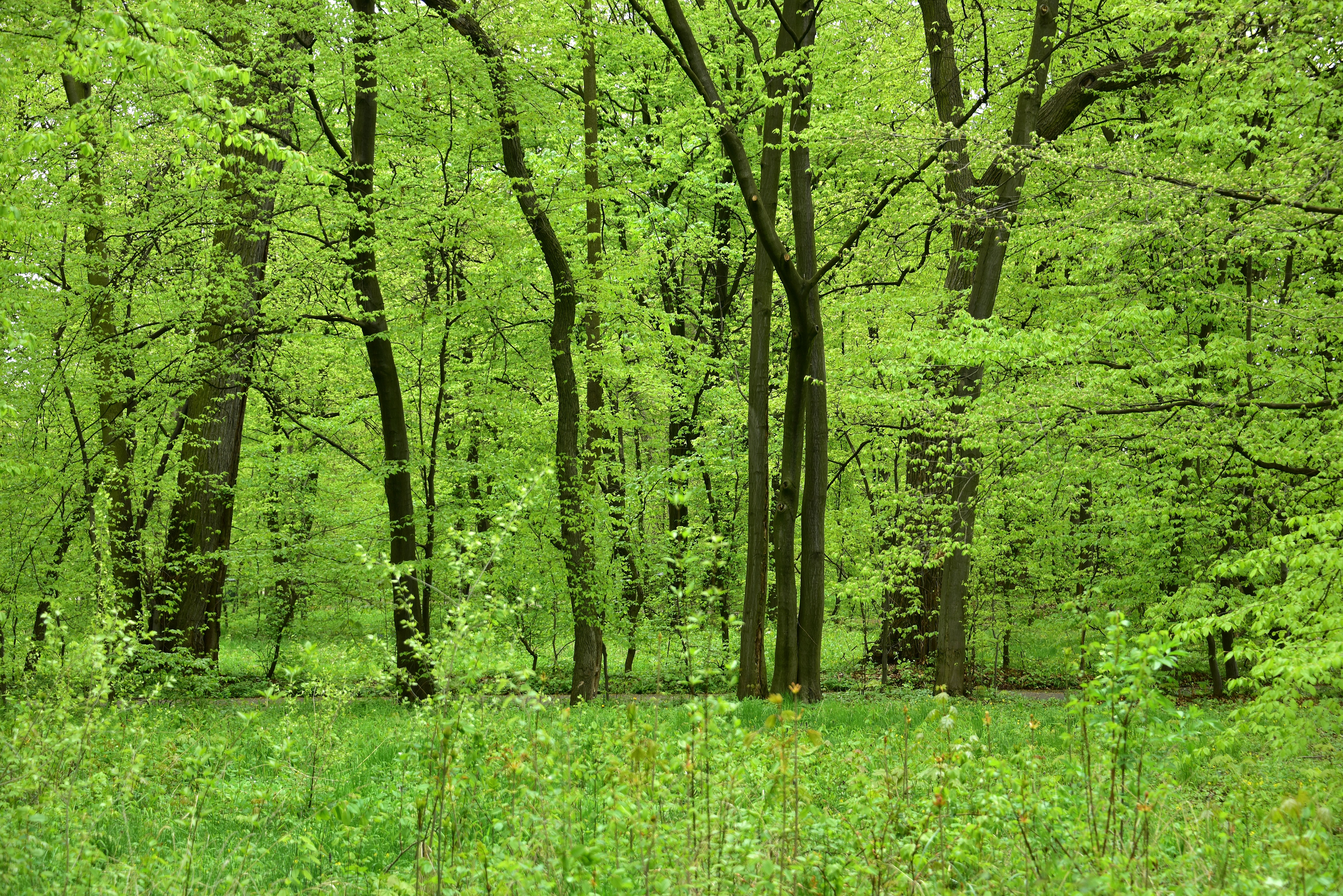
Park Wilanowski

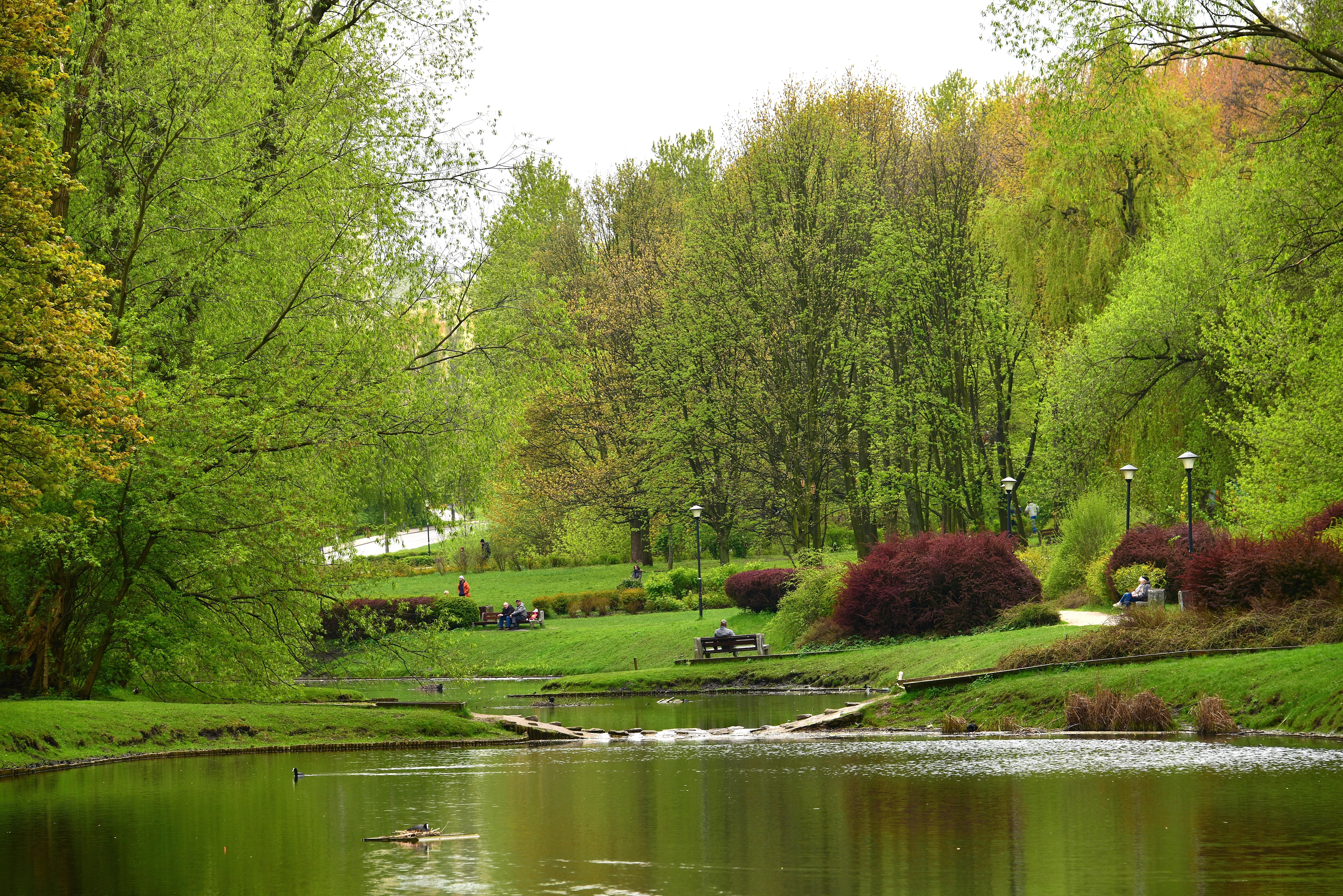
Park Arkadia

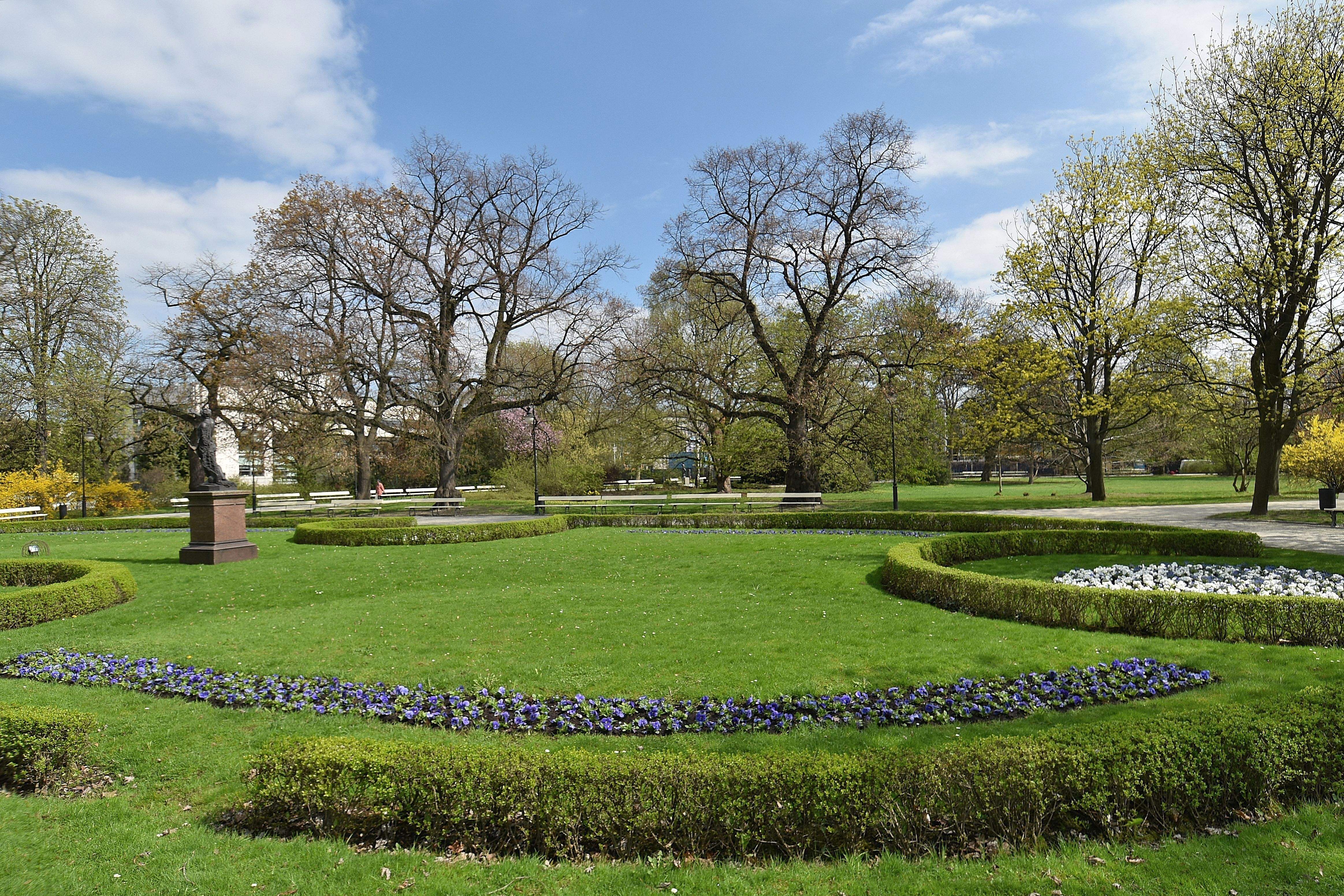
Park Ujazdowski

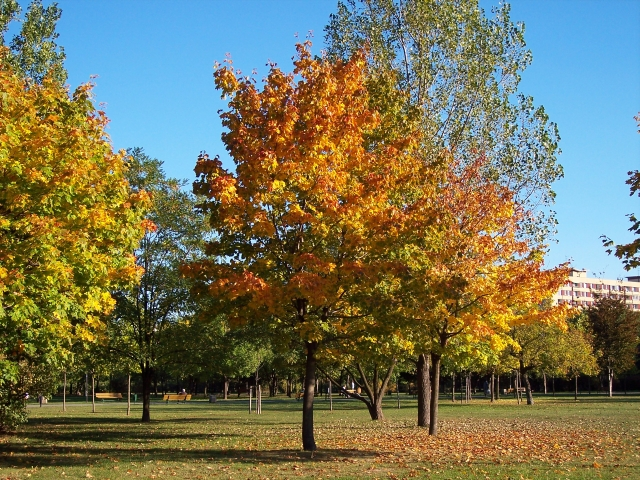
Park Bródnowski

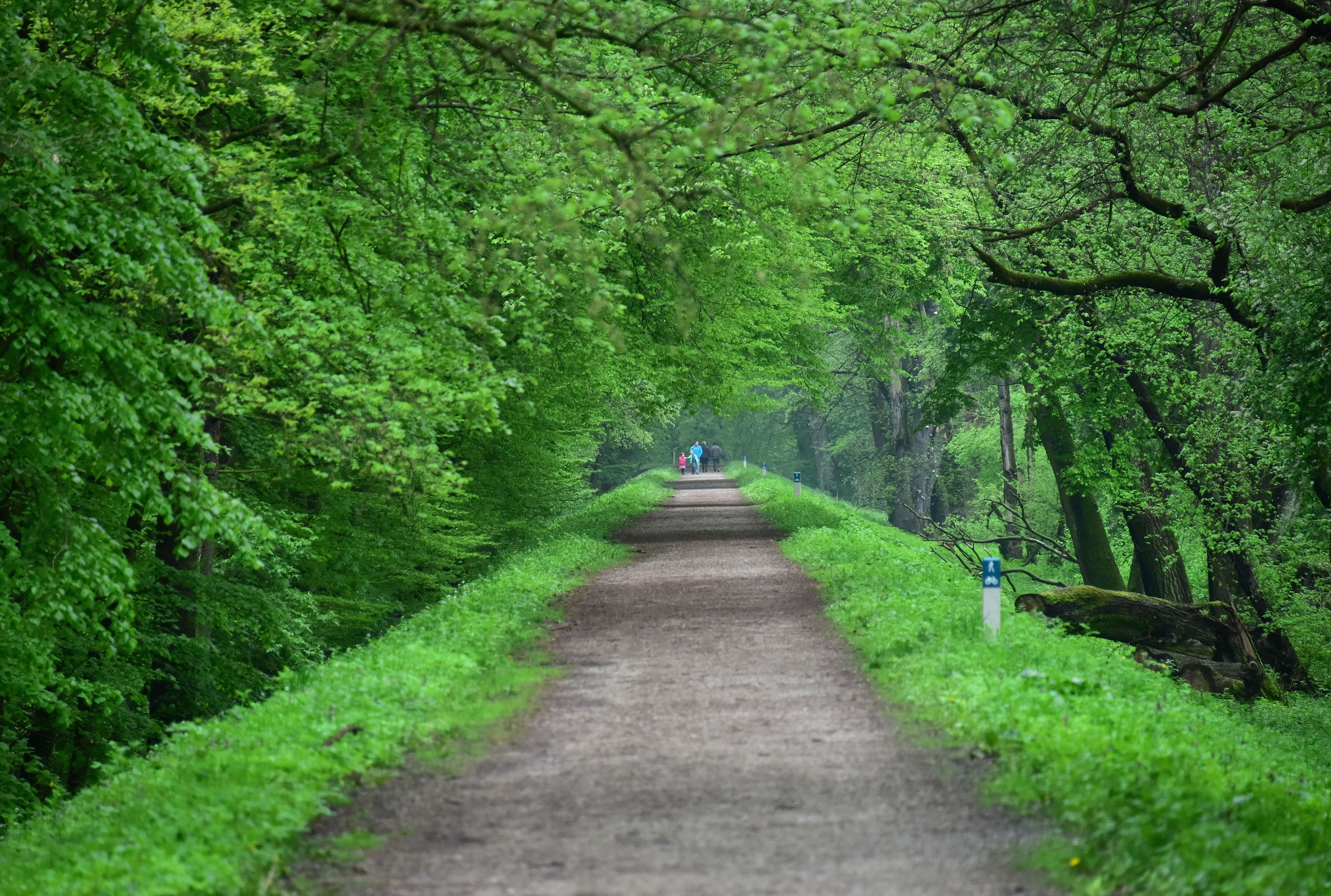
Park Młociński

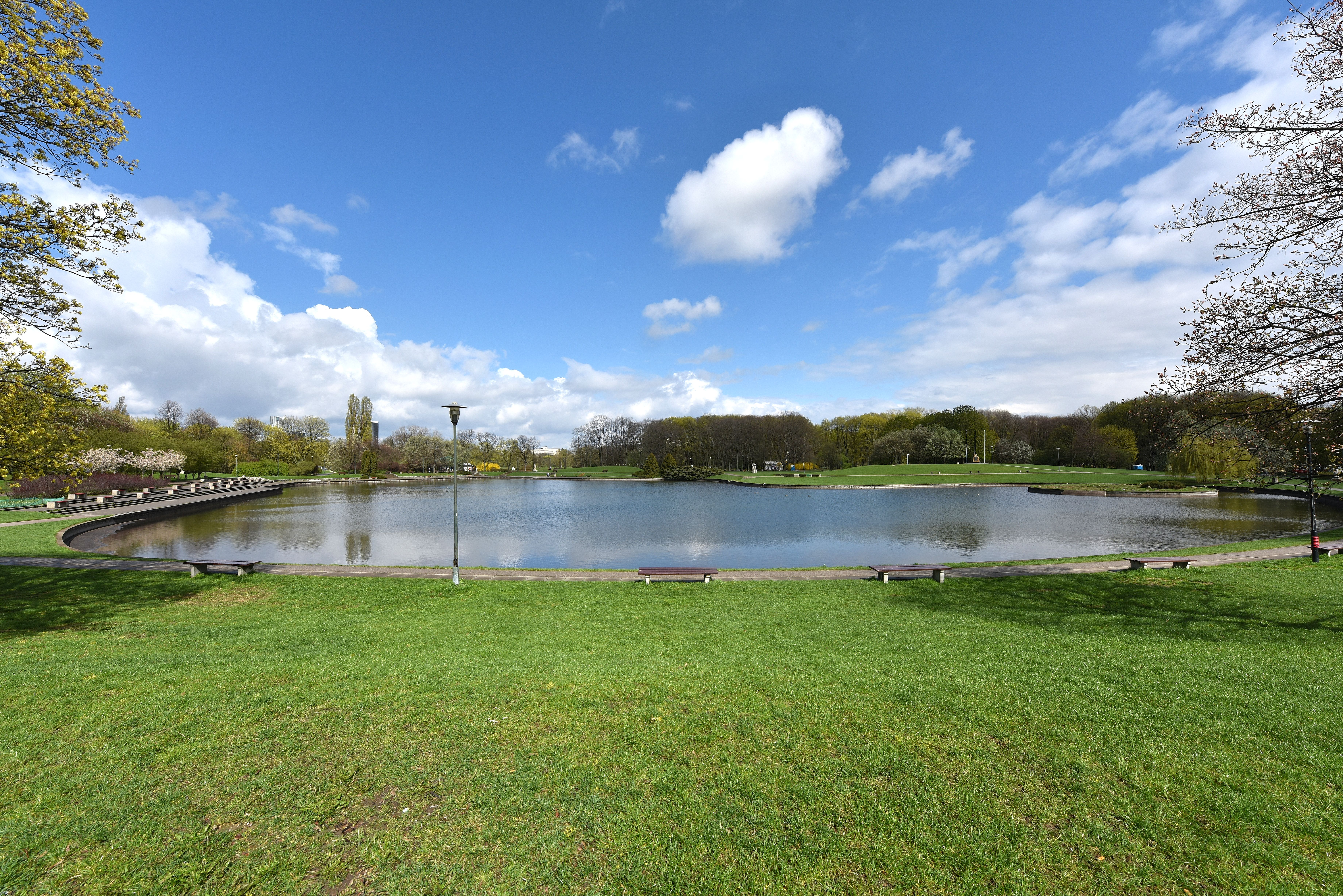
Pole Mokotowskie

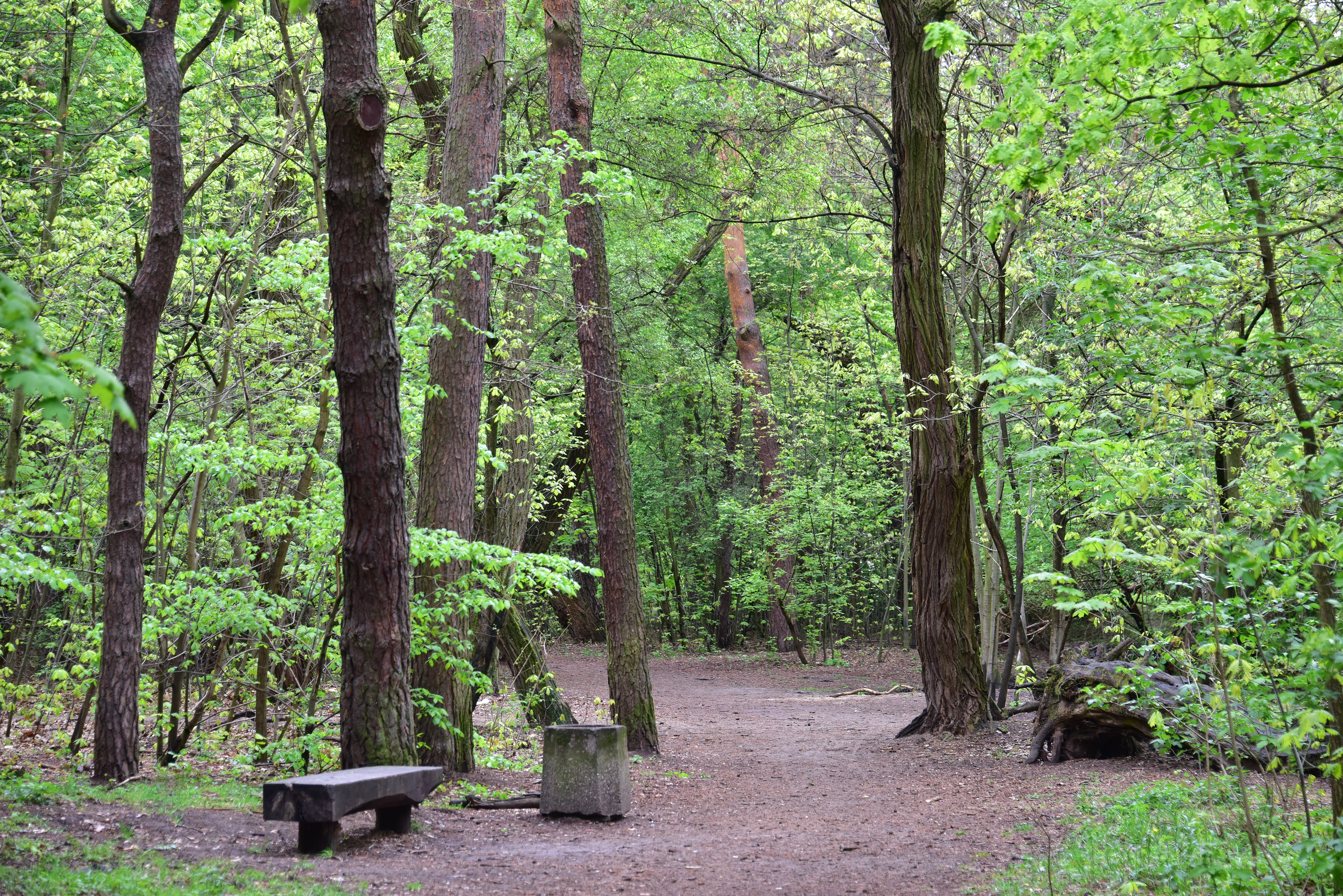
Las Lindego

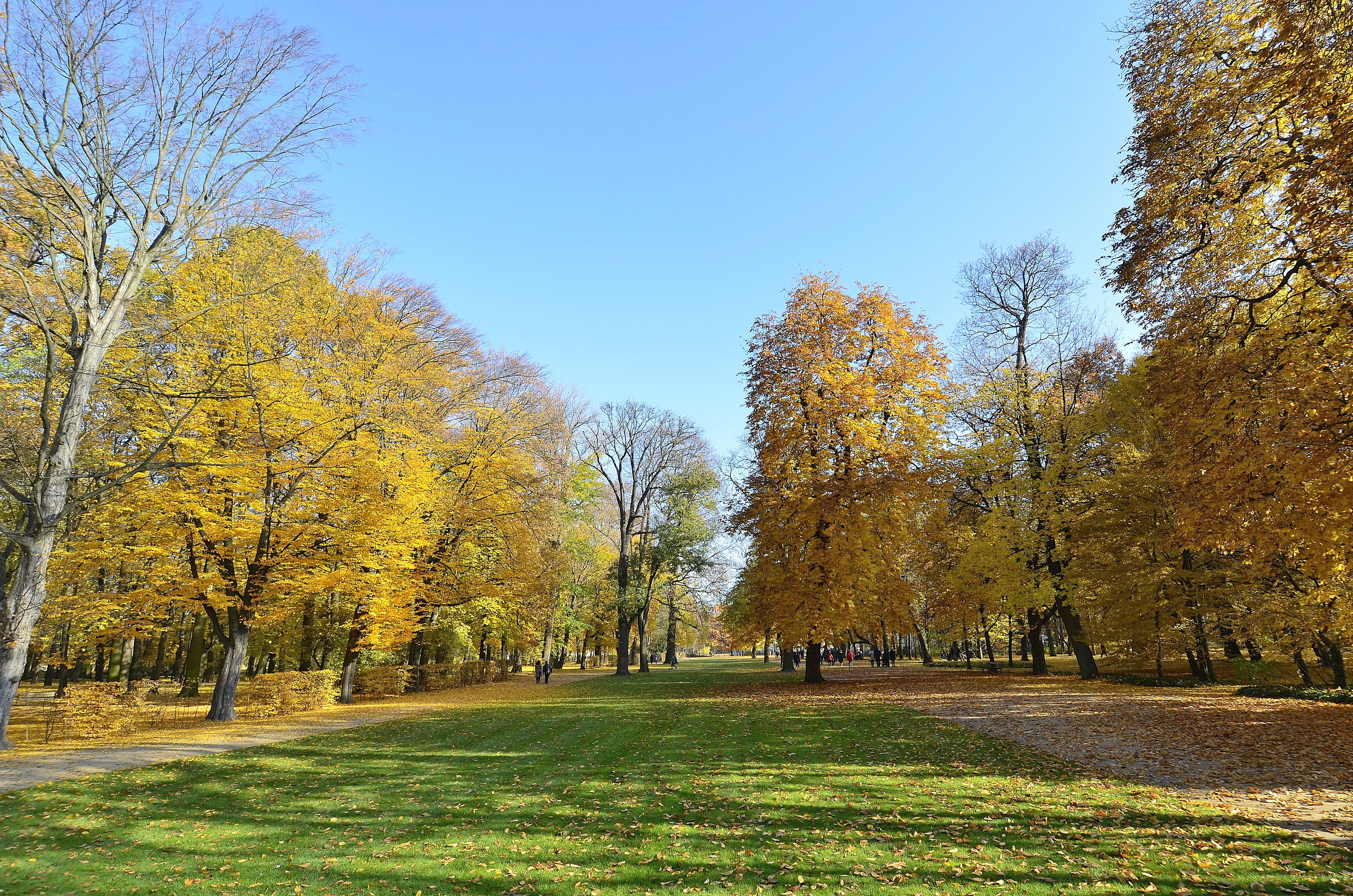
Park Łazienkowski

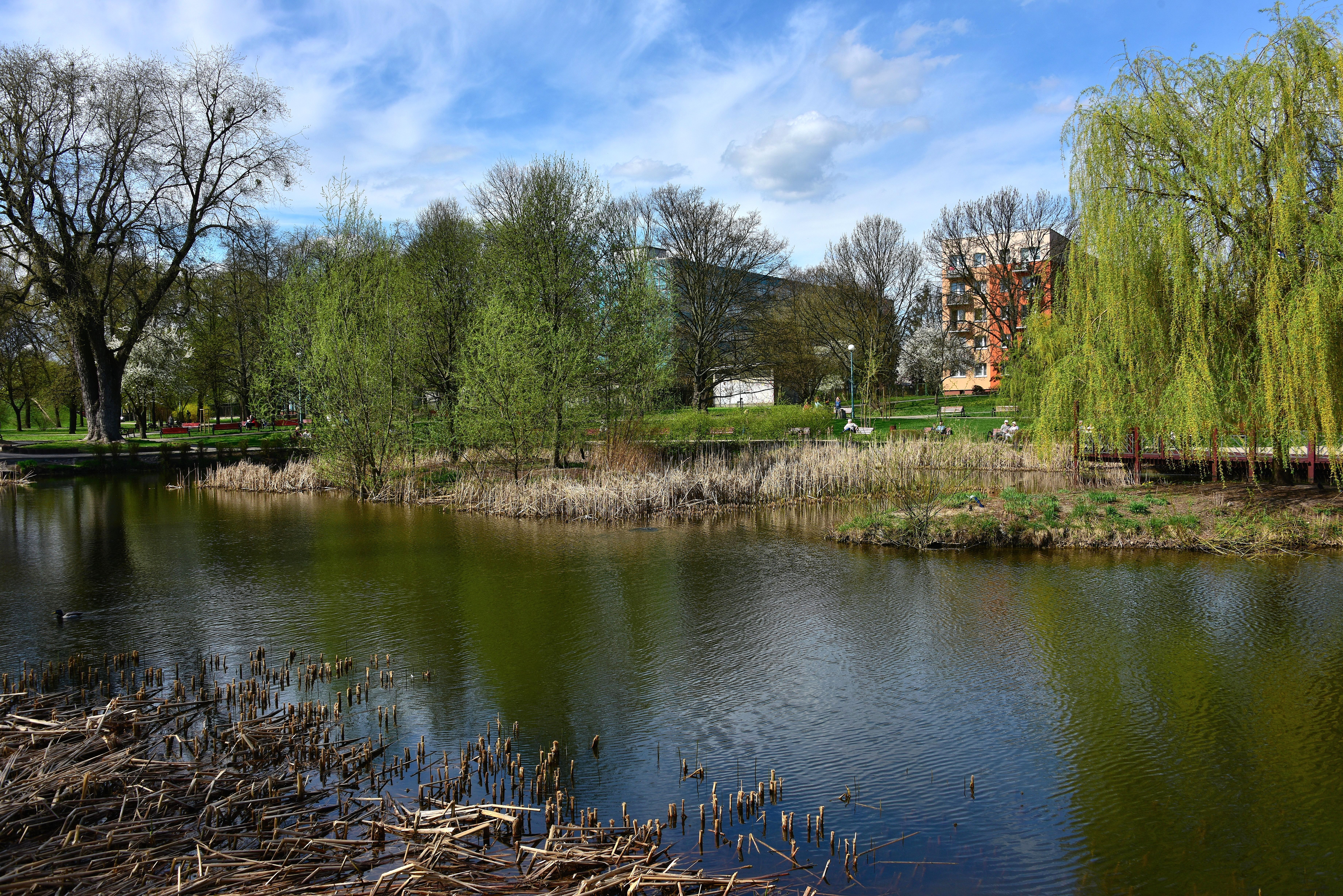
Park Zasława Malickiego

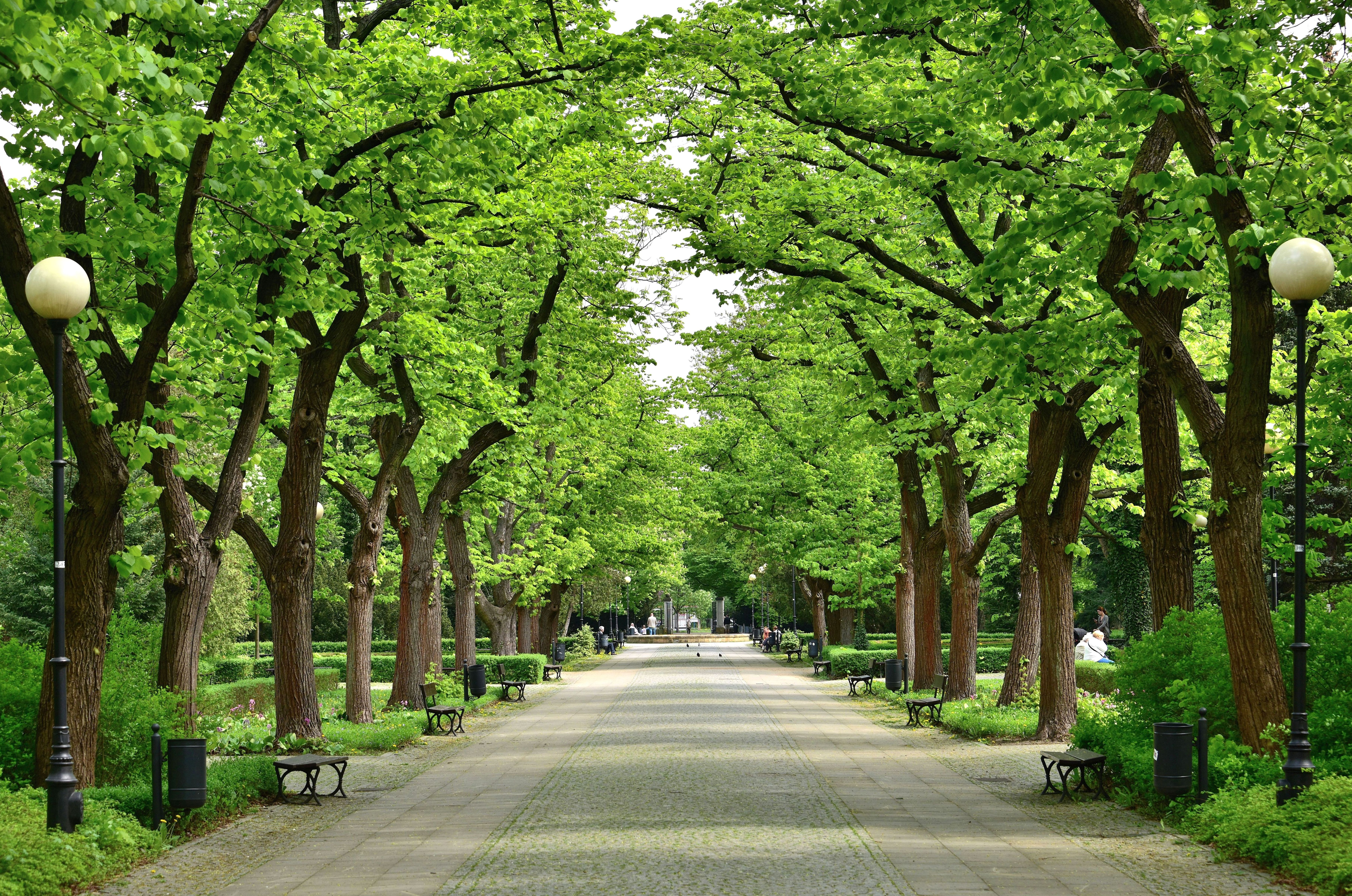
Park im. gen. Gustawa Orlicz-Dreszera

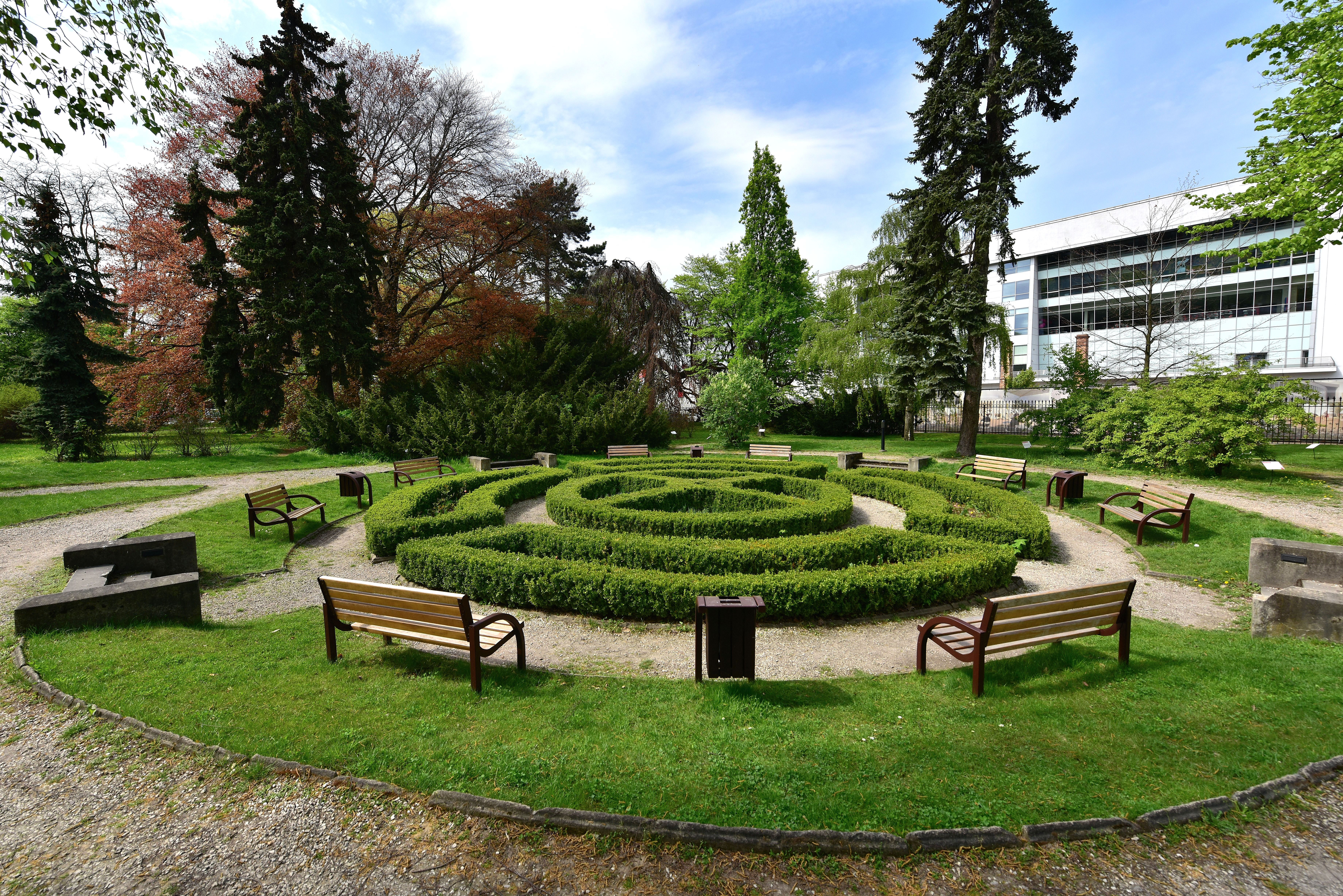
Park Ulricha

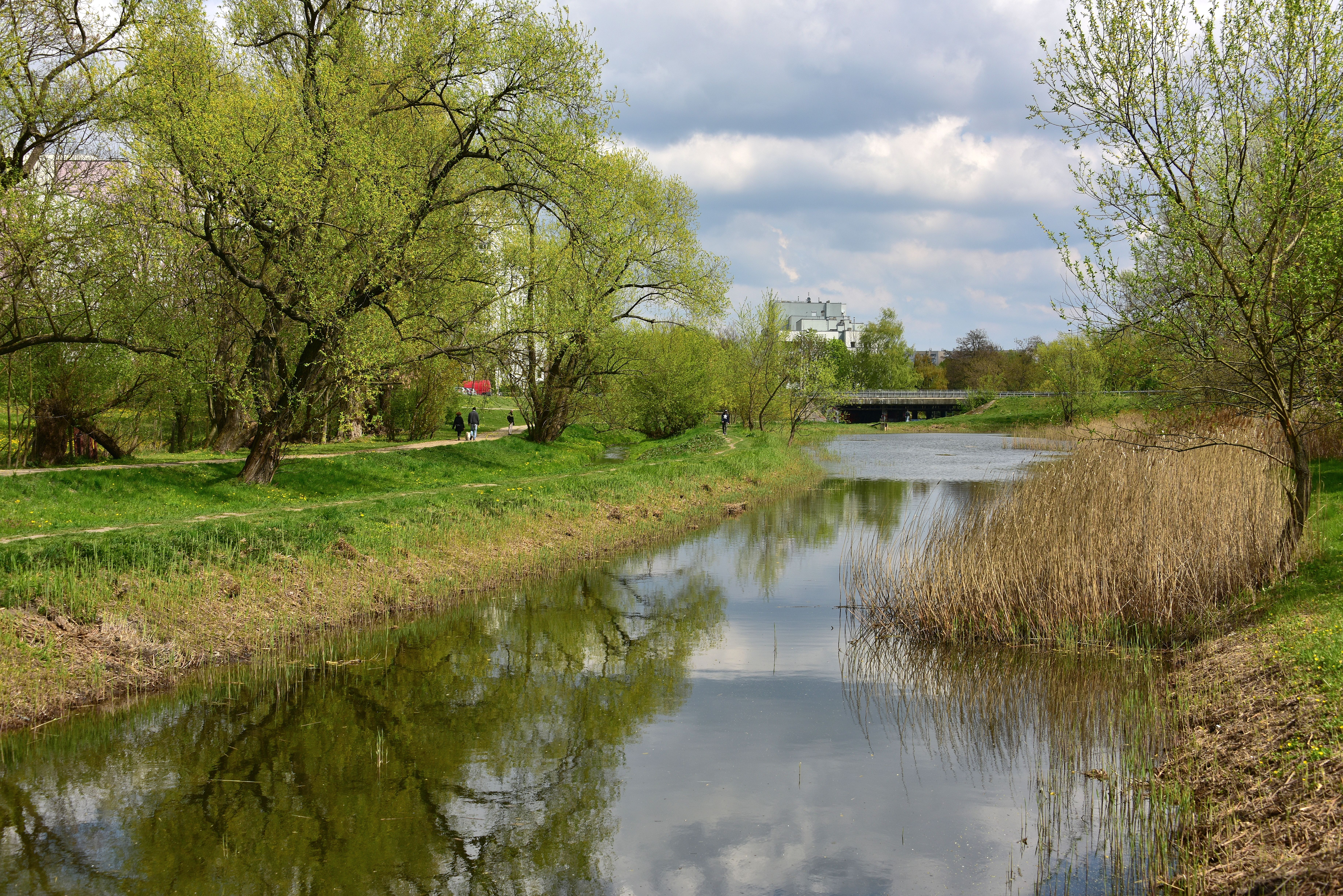
Park Dolinka Służewska

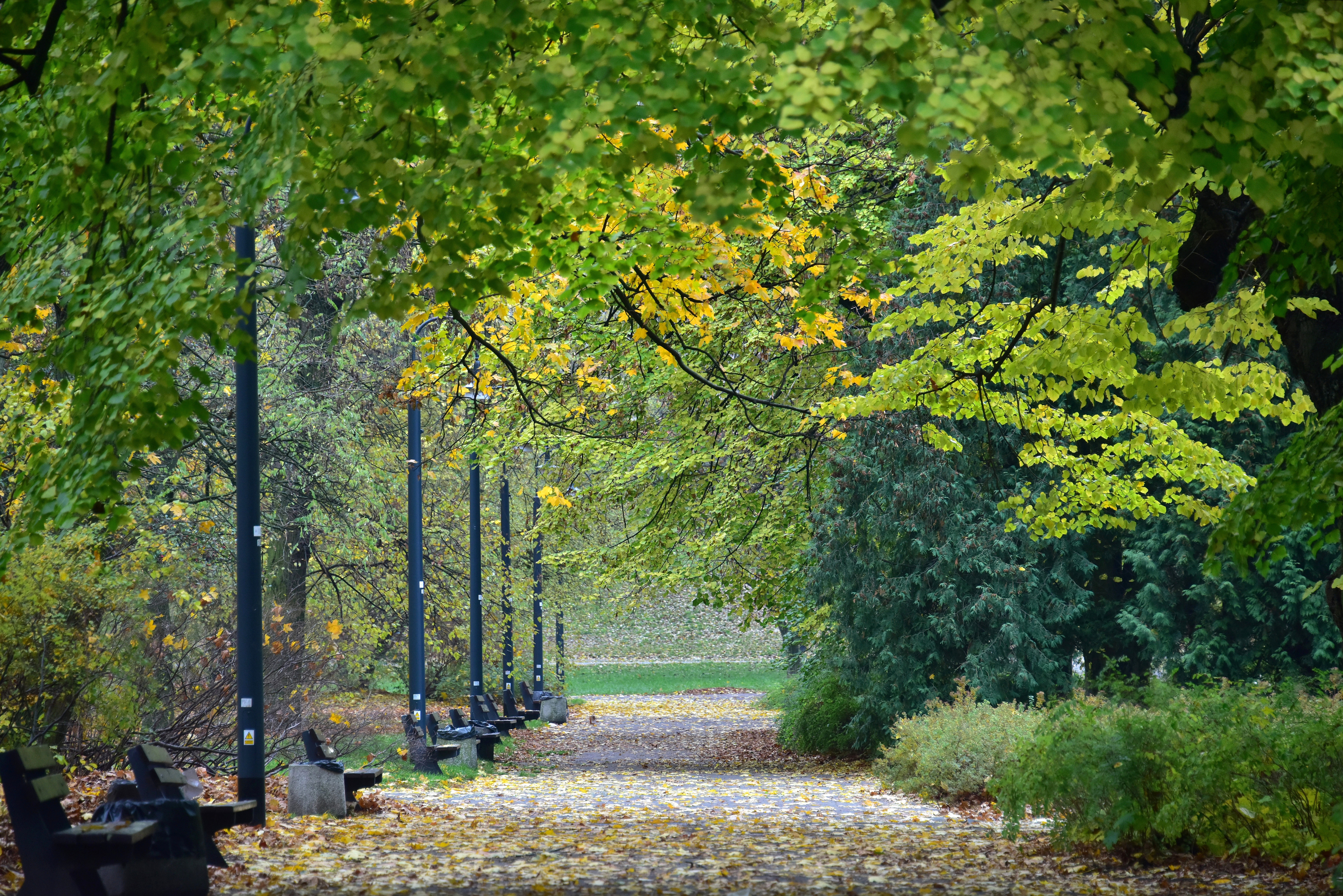
Park Praski Żołnierzy 1 Armii Wojska Polskiego

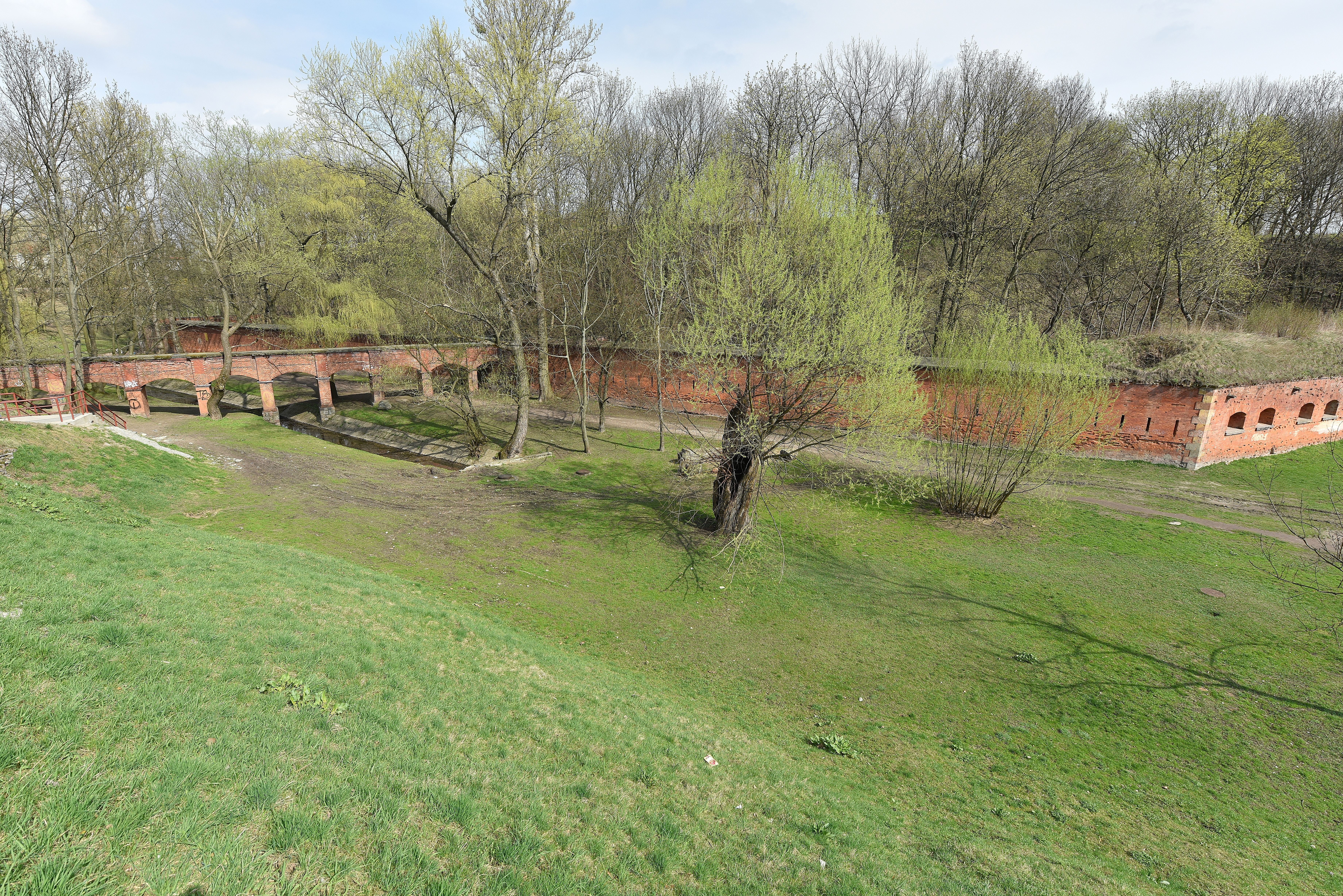
Park Fosa i Stoki Cytadeli

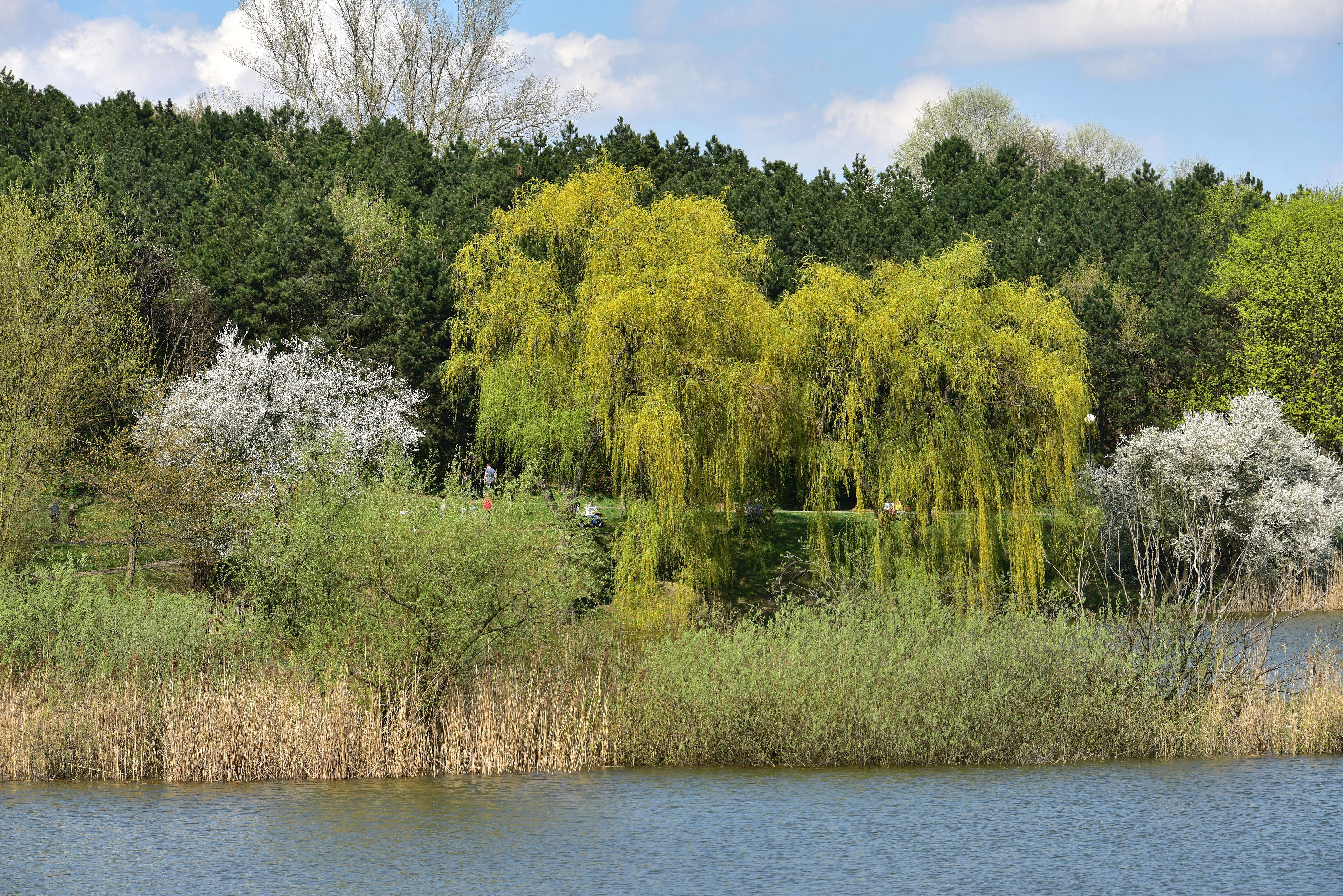
Park Szczęśliwicki

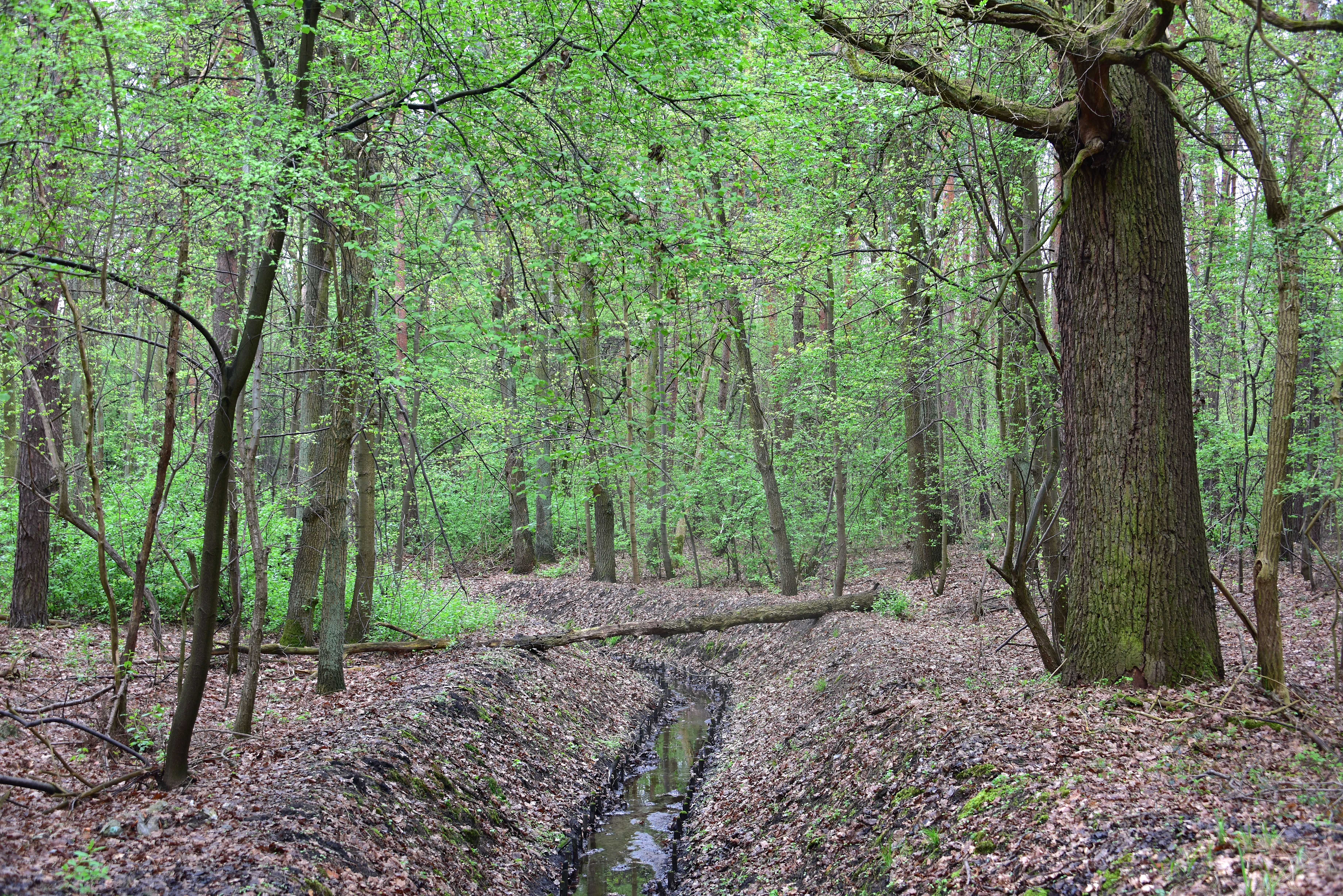
Rezerwat przyrody Kawęczyn

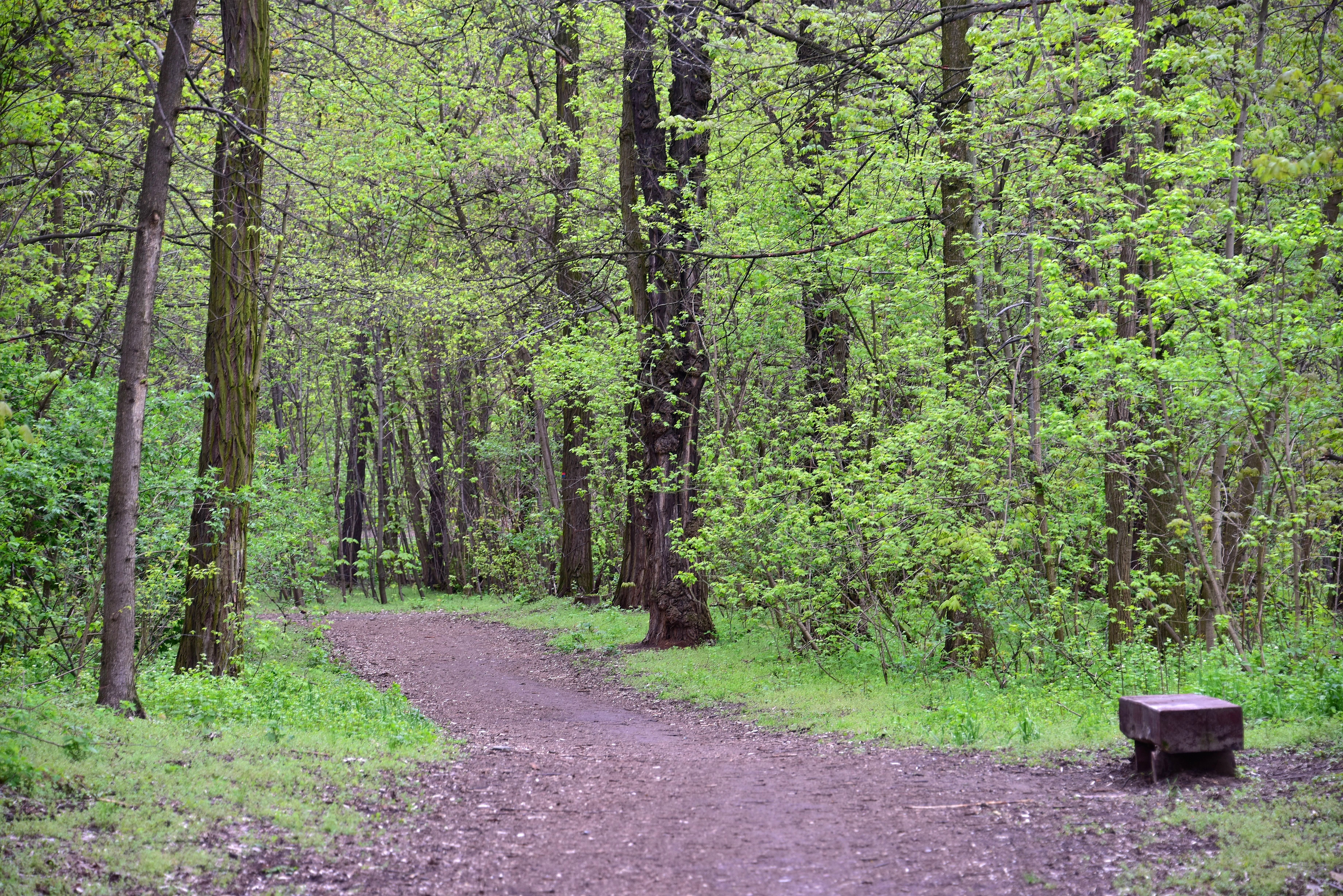
Lasek na Kole

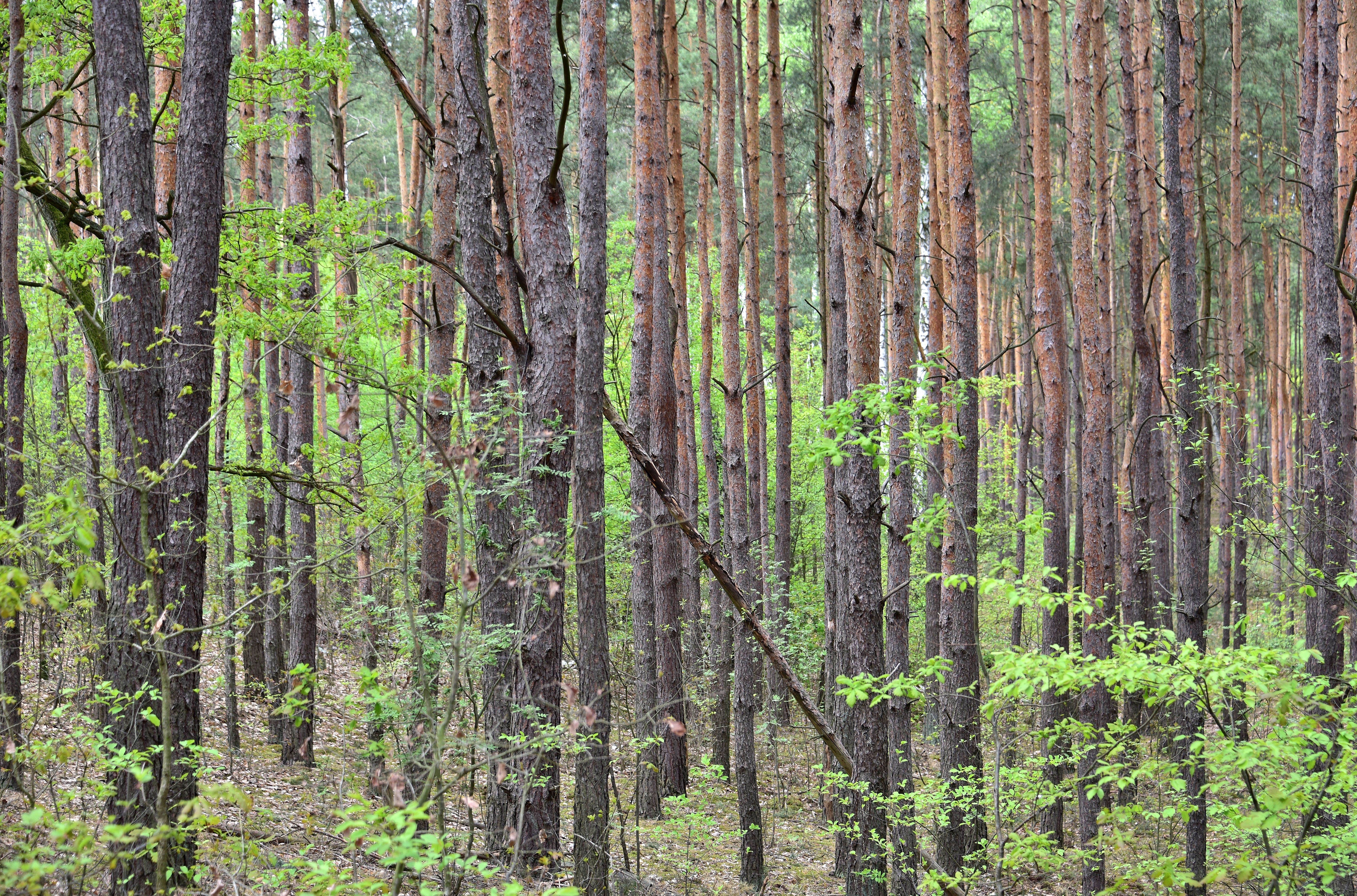
Las Białołęka Dworska

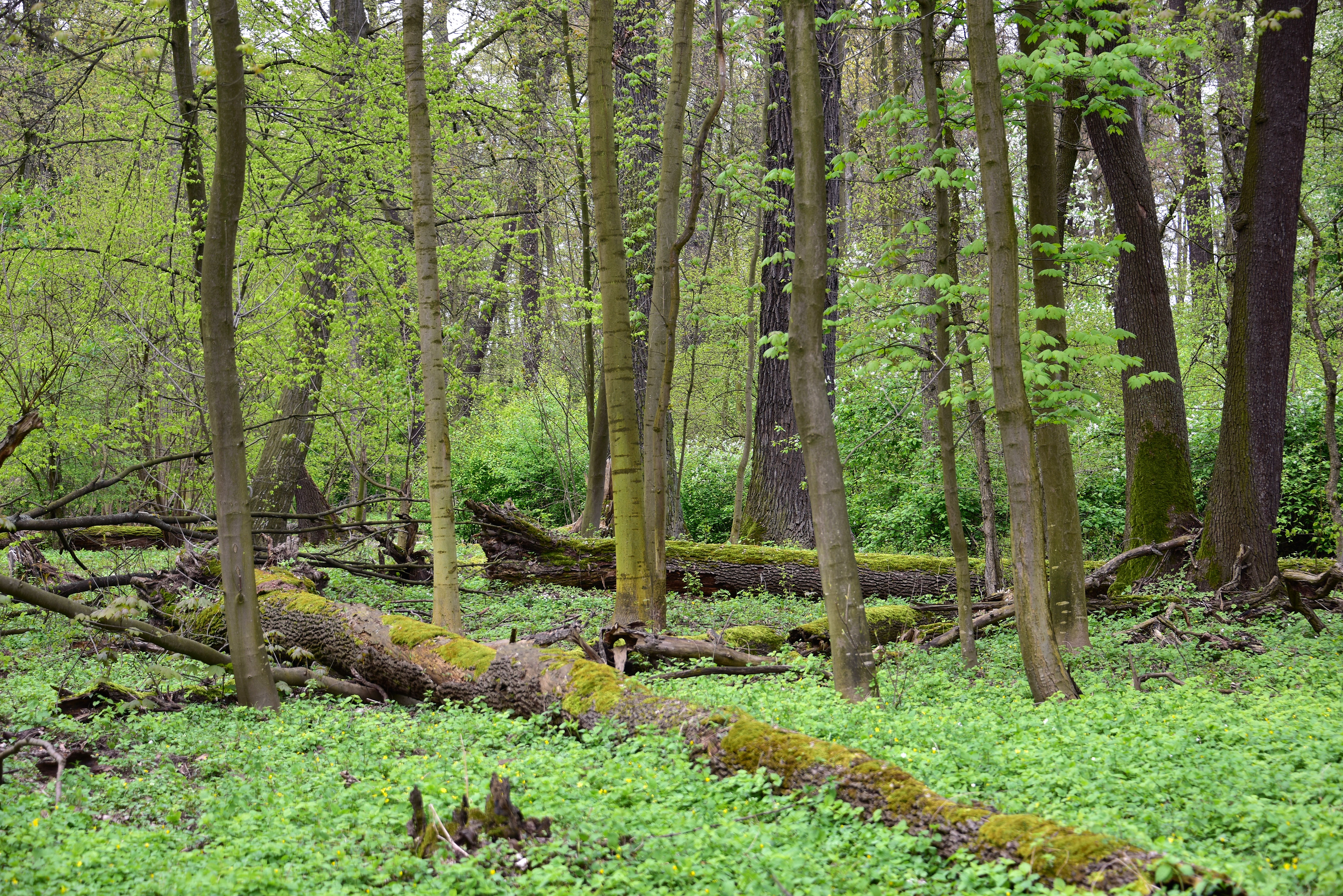
Rezerwat przyrody Las Bielański

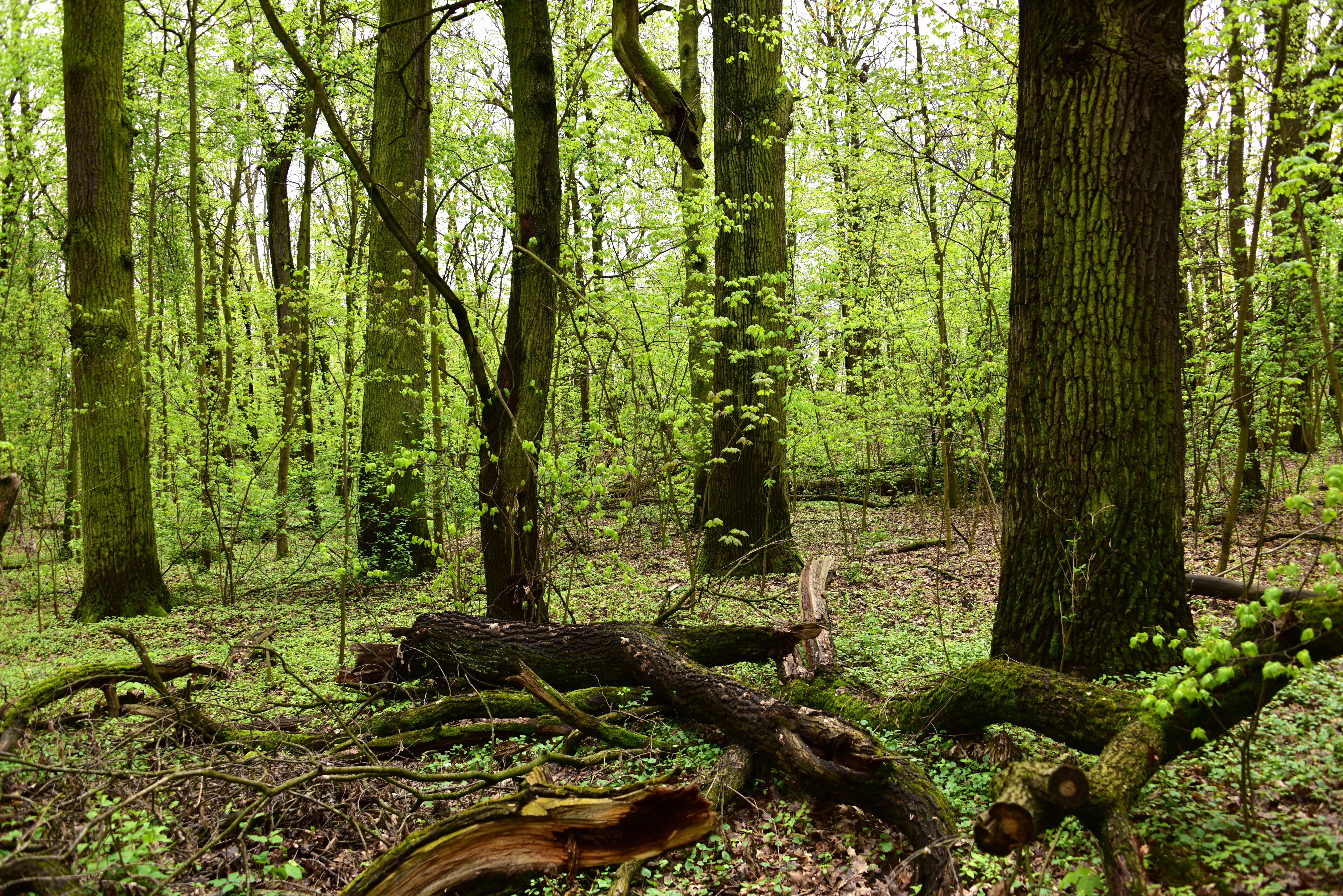
Zespół przyrodniczo-krajobrazowy „Dęby Młocińskie”

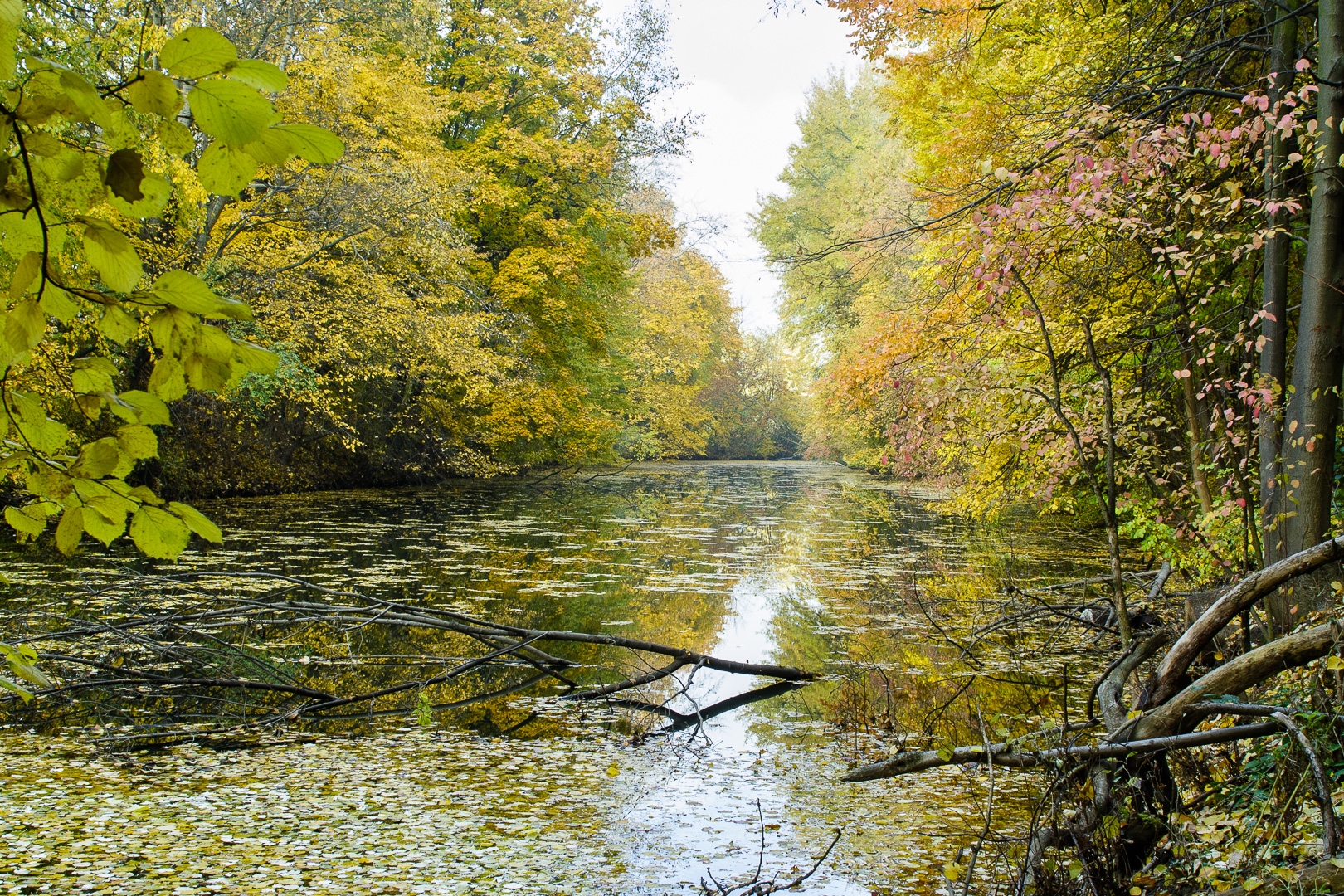
Rezerwat przyrody Morysin

Tereny zieleni w Warszawie – parki, skwery, lasy i rezerwaty przyrody znajdujące się w całości lub w części w granicach administracyjnych Warszawy.

## Zieleń urządzona

### Nazewnictwo
Najstarsze warszawskie parki noszą tradycyjną nazwę ogrodów.
Nazwy parków pochodzą od miejsca, ulicy, dawnej jurydyki, osiedla lub nazwiska dawnego właściciela gruntów, na których się znajdują, albo są to nazwy upamiętniające postaci historyczne. Przyjęty przez podkomisję nazewnictwa Rady Warszawy sposób nazywania pomija stosowanie skrótu im. (imienia), z wyjątkiem sytuacji, gdy park ma nazwę miejscową i drugą upamiętniającą osobę – park Stefana Żeromskiego (nie: im. Stefana Żeromskiego), ale: park Skaryszewski im. Ignacego Jana Paderewskiego.

### Parki
Na obszarze Warszawy znajduje się 88 parków o łącznej powierzchni ok. 930,2 ha.
| nazwa                                                             | powierzchnia (ha) | rok założenia | dzielnica                    |
| ----------------------------------------------------------------- | ----------------- | ------------- | ---------------------------- |
| Park Franciszka Adolfa Achera                                     | 1,79              |               | Ursus                        |
| Park Agrykola (Łazienki Północne)                                 | 4,72              |               | Śródmieście                  |
| Park Akcji Burza wraz z Kopcem Powstania Warszawskiego            | 9,86              |               | Mokotów                      |
| Park Arkadia                                                      | 11                |               | Mokotów                      |
| Park przy ul. Bartłomieja                                         | 1,35              |               | Mokotów                      |
| Park Karola Beyera                                                | 2,12              |               | Śródmieście                  |
| Park Bródnowski                                                   | 25,4              | 1976          | Targówek                     |
| Park Bielany III                                                  |                   |               | Bielany                      |
| Park Chomicza (przy ul. Conrada)                                  |                   |               | Bielany                      |
| Park Czechowicki                                                  | 4                 |               | Ursus                        |
| Park Stanisława Dygata                                            | 6                 |               | Mokotów                      |
| Park Dolinka Służewska                                            | 22,8              |               | Mokotów                      |
| Park Dolina Szwajcarska                                           |                   |               | Śródmieście                  |
| Park gen. Gustawa Orlicz-Dreszera (popularnie park Dreszera)      | 2,7               |               | Mokotów                      |
| Park przy ul. Dynasy                                              |                   |               | Śródmieście                  |
| Park Fosa i Stoki Cytadeli                                        | 17,08             | 1925          | Żoliborz                     |
| Park Fort Bema                                                    | 22,2              | 1886          | Bemowo                       |
| Park Górczewska                                                   | 20,47             |               | Bemowo                       |
| Gucin Gaj                                                         |                   | 1817          | Ursynów                      |
| Park Hassów                                                       |                   |               | Ursus                        |
| Park Jana Pawła II (d. Eugeniusza Romera)                         | 4,3               |               | Ursynów                      |
| Park Jazdów                                                       |                   |               | Śródmieście                  |
| Park Kaskada                                                      | 6,06              |               | Żoliborz                     |
| Park Kazimierzowski                                               | 4                 |               | Śródmieście                  |
| Park Kępa Potocka                                                 | 11,5              |               | Bielany, Żoliborz            |
| Park Kombatantów                                                  | 5,06              |               | Włochy                       |
| Park przy ul. Korotyńskiego wraz z fortem                         | 4,84              |               | Ochota                       |
| Park Romana Kozłowskiego wraz z Kopą Cwila                        | 11,6              |               | Ursynów                      |
| Kamionkowskie Błonia Elekcyjne                                    | 17                |               | Praga-Południe               |
| Ogród Krasińskich                                                 | 9,2               | 1766          | Śródmieście                  |
| Park Królikarnia                                                  |                   |               | Mokotów                      |
| Park przy ul. Księcia Janusza                                     |                   |               | Wola                         |
| Park Kultury w Powsinie                                           |                   |               | Ursynów                      |
| Park Janusza Kusocińskiego                                        |                   |               | Śródmieście (Nowe Miasto)    |
| Park Lasek Brzozowy                                               | 1,87              |               | Ursynów                      |
| Park Łazienkowski (Łazienki Królewskie)                           | 76                |               | Śródmieście                  |
| Park przy ul. Łączyny                                             |                   |               | Ursynów                      |
| Park Zasława Malickiego                                           | 5,96              |               | Ochota                       |
| Park im. Matki Mojej                                              |                   |               | Wawer                        |
| Park Mirowski                                                     | 5,35              |               | Śródmieście                  |
| Park Młociński                                                    | 102,23            |               | Bielany                      |
| Park Moczydło wraz z Kopcem Moczydłowskim                         | 27                |               | Wola                         |
| Pole Mokotowskie im. marsz. Józefa Piłsudskiego                   | 73                |               | Mokotów, Ochota, Śródmieście |
| Park Janiny Porazińskiej                                          |                   |               | Śródmieście                  |
| Park Morskie Oko                                                  | 17,9              |               | Mokotów                      |
| Park Nad Balatonem                                                | 7                 |               | Praga-Południe               |
| Park Natolin (park Natoliński)                                    | 105               |               | Ursynów, Wilanów             |
| Park Obwodu Praga AK                                              | 3,46              | 1920          | Praga-Południe               |
| Park Okólnik wraz z terenem parkowym za pałacem Zamoyskich        |                   |               | Śródmieście                  |
| Park osiedlowy Olszyna                                            | 7,48 ha           |               | Bielany                      |
| Park OWS Jeziorko Gocławskie                                      |                   |               | Praga-Południe               |
| Park Pabla Picassa                                                |                   |               | Białołęka                    |
| Park osiedlowy przy ul. Perzyńskiego                              |                   |               | Bielany                      |
| Park przy PKIN (Park Świętokrzyski)                               | 3                 |               | Śródmieście                  |
| Park Pięciu Sióstr (park Zachodni)                                | 9                 | XXI w.        | Ochota                       |
| Park im. Józefa Polińskiego                                       | 5,52              | 1962          | Praga-Południe               |
| Park Powiśle                                                      |                   |               | Śródmieście                  |
| Park Powstańców Warszawy (Cmentarz Powstańców Warszawy)           |                   |               | Wola                         |
| Park Praski Żołnierzy 1 Armii Wojska Polskiego                    | 18,5              | 1871          | Praga-Północ                 |
| Park Marszałka Edwarda Rydza-Śmigłego (d. Centralny Park Kultury) | 53                | 1974          | Śródmieście                  |
| Park Sady Żoliborskie                                             |                   |               | Żoliborz                     |
| Ogród Saski                                                       | 15,5              | 1727          | Śródmieście                  |
| Park SGGW                                                         | 1,65              |               | Mokotów                      |
| Park Sielecki                                                     | 3,16              |               | Mokotów                      |
| Park Skaryszewski im. Ignacego Jana Paderewskiego                 | 58                | 1906          | Praga-Południe               |
| Park Marii Skłodowskiej-Curie                                     |                   |               | Ochota                       |
| Park gen. Józefa Sowińskiego                                      | 8,3               | 1936          | Wola                         |
| Park Staw Koziorożca                                              |                   |               | Włochy                       |
| Park Stawy Cietrzewia                                             |                   |               | Włochy                       |
| Park Stawy Kellera                                                | 2,5               |               | Bielany                      |
| Park Szczęśliwicki wraz z Górką Szczęśliwicką                     | 31,7              |               | Ochota                       |
| Park Czesława Szczubełka                                          | 1,89              |               | Mokotów                      |
| Park Edwarda Szymańskiego                                         | 27                | 1974          | Wola                         |
| Park im. Jana Szypowskiego „Leśnika”                              | 5,24              |               | Praga-Południe               |
| Park przy ul. Śniardwy                                            |                   |               | Mokotów                      |
| Park Romualda Traugutta wraz z Fortem Legionów                    | 10,6              | 1925          | Śródmieście                  |
| Park Ujazdowski                                                   | 5                 | 1893          | Śródmieście                  |
| Park Ulricha                                                      |                   | 1876          | Wola                         |
| Park osiedlowy Wawrzyszew                                         |                   |               | Bielany                      |
| Park im. Stefana Wiecheckiego "Wiecha" (do 2010 skwer)            | 5,9               |               | Targówek                     |
| Park Wilanowski (Ogród w Wilanowie)                               | 24                |               | Wilanów                      |
| Park przy ul. Wojciechowskiego                                    |                   |               | Ursus                        |
| Ogrody Zamkowe                                                    | 5,8               |               | Śródmieście                  |
| Park przy ul. Znicza                                              | 5                 |               | Praga-Południe               |
| Park Stefana Żeromskiego                                          | 6                 | 1932          | Żoliborz                     |
| Park Żołnierzy Żywiciela                                          |                   |               | Żoliborz                     |
| Park Wielkopolski                                                 | 4,95              |               | Ochota                       |
| Park przy ul. Anieli Krzywoń na Jelonkach                         |                   |               | Bemowo                       |

### Parki dydaktyczne
| nazwa                | powierzchnia | rok założenia | dzielnica        |
| -------------------- | ------------ | ------------- | ---------------- |
| Ogród Botaniczny PAN | 40 ha        | 1974          | Ursynów (Powsin) |
| Ogród Botaniczny UW  | 3,5 ha       | 1818          | Śródmieście      |
| Ogród Zoologiczny    | 40 ha        | 1928          | Praga-Północ     |

### Skwery
W Warszawie znajdują się 242 skwery i zieleńce o łącznej powierzchni 206,9 ha.
| nazwa                                          | powierzchnia | rok założenia | dzielnica      |
| ---------------------------------------------- | ------------ | ------------- | -------------- |
| Skwer "Starszych Panów"                        |              |               | Mokotów        |
| Skwer 1 Dywizji Grenadierów-Francja 1940       |              |               | Praga-Południe |
| Skwer 1 Dywizji Pancernej WP                   |              |               | Śródmieście    |
| Skwer 16 września 1944 r.                      |              |               | Włochy         |
| Skwer 3 Batalionu Pancernego AK „Golski”       |              |               | Śródmieście    |
| Skwer 30 Pułku Strzelców Kaniowskich           |              |               | Bielany        |
| Skwer 7 Pułku Piechoty AK "Garłuch"            |              |               | Włochy         |
| Skwer Adama Mickiewicza                        |              |               | Śródmieście    |
| Skwer Adolfa Marii Bocheńskiego                |              |               | Śródmieście    |
| Skwer Alfonsa Grotowskiego                     |              |               | Ochota         |
| Skwer Alojzego Pawełka                         |              |               | Wola           |
| Skwer Andrzeja Woyciechowskiego                |              |               | Żoliborz       |
| Skwer Antoniego Słonimskiego                   |              |               | Mokotów        |
| Skwer Batalionu AK "Czata 49"                  |              |               | Śródmieście    |
| Skwer Batalionu AK "Gozdawa"                   |              |               | Śródmieście    |
| Skwer Batalionu AK "Miłosz"                    |              |               | Śródmieście    |
| Skwer Batalionu AK "Ruczaj"                    |              |               | Śródmieście    |
| Skwer Batalionu AK "Zaremba-Piorun"            |              |               | Śródmieście    |
| Skwer Batalionu Harcerskiego AK "Wigry"        |              |               | Śródmieście    |
| Skwer Bazy Lotniczej AK "Łużyce"               |              |               | Włochy         |
| Skwer Bohdana Wodiczko                         |              |               | Śródmieście    |
| Skwer Chorwacki                                |              |               | Mokotów        |
| Skwer Dobrego Maharadży                        |              |               | Ochota         |
| Skwer Duśki Trafankowskiej                     |              |               | Śródmieście    |
| Skwer Franciszka Pieniaka                      |              |               | Wilanów        |
| Skwer gen. Jana Jura-Gorzechowskiego           | 1,9          |               | Wola           |
| Skwer grupy AK "Granat"                        |              |               | Mokotów        |
| Skwer Grzegorza Ciechowskiego                  |              |               | Targówek       |
| Skwer Gwiazda Polski                           |              |               | Mokotów        |
| Skwer Herberta Clarka Hoovera                  |              |               | Śródmieście    |
| Skwer Jacka Decowskiego                        |              |               | Bemowo         |
| Skwer Jacka Kaczmarskiego                      |              |               | Mokotów        |
| Skwer Jerzego Giedroycia                       |              |               | Śródmieście    |
| Skwer Jerzego Kastrioty Skanderbega            |              |               | Ochota         |
| Skwer Kompanii AK "Żniwiarz"                   |              |               | Żoliborz       |
| Skwer kpt. Stanisława Skibniewskiego "Cubryny" |              |               | Śródmieście    |
| Skwer kpt. Zygmunta Pawlaczyka                 |              |               | Ursynów        |
| Skwer ks. Jana Salamuchy                       |              |               | Ochota         |
| Skwer ks. Jana Twardowskiego                   |              |               | Śródmieście    |
| Skwer ks. Kazimierza Szklarczyka               |              |               | Włochy         |
| Skwer ks. Stefana Niedzielaka                  |              |               | Praga-Północ   |
| Skwer Książąt Czartoryskich                    |              |               | Śródmieście    |
| Skwer Księdza Jerzego                          | 0,3          |               | Wola           |
| Skwer Ludwika Bergera "Goliata"                |              |               | Żoliborz       |
| Skwer Matki Sybiraczki                         |              |               | Śródmieście    |
| Skwer Mieczysława Dawida Apfelbauma            | 1,05         |               | Wola           |
| Skwer Mieczysława Fogga                        |              |               | Śródmieście    |
| Skwer Mirosława Iringa                         |              |               | Śródmieście    |
| Skwer mjr. Bolesława Kontryma „Żmudzina"       |              |               | Śródmieście    |
| Skwer Muzyki Węgierskiej                       |              |               | Ursynów        |
| Skwer Oleandrów                                |              |               | Śródmieście    |
| Skwer Olgi i Andrzeja Małkowskich              |              |               | Mokotów        |
| Skwer Ormiański                                |              |               | Mokotów        |
| Skwer Pamięci                                  |              |               | Wola           |
| Skwer płk. Antoniego Władysława Żurowskiego    |              |               | Praga-Północ   |
| Skwer płk. dr Leona Strehla                    |              |               | Śródmieście    |
| Skwer płk. Ignacego Boernera                   |              |               | Bemowo         |
| Skwer płk. Zdzisława Kuźmirskiego-Pacaka       |              |               | Wola           |
| Skwer Prymasowski                              |              |               | Wilanów        |
| Skwer Przyjaciół Węgierskich                   |              |               | Białołęka      |
| Skwer Radiowej Rodziny Matysiaków              |              |               | Śródmieście    |
| Skwer Reduty Kaliskiej                         |              |               | Ochota         |
| Skwer Rodziny Lilpopów                         |              |               | Wola           |
| Skwer Ryski                                    |              |               | Praga-Południe |
| Skwer Samuela Orgelbranda                      |              |               | Śródmieście    |
| Skwer Słoweński                                |              |               | Mokotów        |
| Skwer Stanisława Broniewskiego "Orszy"         |              |               | Mokotów        |
| Skwer Stanisława Jankowskiego "Agatona"        |              |               | Śródmieście    |
| Skwer Stanisława Wisłockiego                   |              |               | Śródmieście    |
| Skwer Stefana Kisielewskiego "Kisiela"         |              |               | Śródmieście    |
| Skwer Stefana Wiecheckiego "Wiecha"            |              |               | Targówek       |
| Skwer Sue Ryder                                |              |               | Ochota         |
| Skwer Sybiraków                                | 1            |               | Wola           |
| Skwer Szmula Zygelbojma                        |              |               | Śródmieście    |
| Skwer Szpitala Ewangelickiego                  | 0,2          | 2019          | Śródmieście    |
| Skwer Tadeusza Kahla                           |              |               | Śródmieście    |
| Skwer Tarasa Szewczenki                        |              |               | Mokotów        |
| Skwer Tekli Bądarzewskiej                      | 0,17         |               | Śródmieście    |
| Skwer Wandy Lurie                              |              |               | Wola           |
| Skwer Więźniów Politycznych Stalinizmu         | 2            |               | Śródmieście    |
| Skwer Willy'ego Brandta                        | 0,7          |               | Śródmieście    |
| Skwer Władysława Bartoszewskiego               |              |               | Wola           |
| Skwer Wolnego Słowa                            |              |               | Śródmieście    |
| Skwer Wołyński                                 |              |               | Żoliborz       |
| Skwer Zgrupowania AK "Chrobry II"              |              |               | Wola           |
| Skwer Zgrupowania AK "Róg"                     |              |               | Śródmieście    |
| Skwerek Berek                                  |              |               | Praga-Południe |
| Skwerek Złotówki                               |              |               | Ursynów        |

## Rezerwaty przyrody
Na obszarze Warszawy znajduje się 12 rezerwatów przyrody
- 2 leśne
- 2 florystyczne
- 2 faunistyczne
- 6 krajobrazowych

## Lasy
| Rezerwat przyrody w Warszawie         |
| Rezerwat częściowo w granicach miasta |

| nazwa                                 | powierzchnia | dzielnica      |
| ------------------------------------- | ------------ | -------------- |
| Bagno Jacka                           | 19,45 ha     | Wesoła         |
| Park Leśny Bemowo                     |              | Bemowo         |
| Las Bielański                         | 130,35 ha    | Bielany        |
| Park Leśny Bródno                     |              | Targówek       |
| Dęby Młocińskie                       |              | Bielany        |
| Park Leśny Henryków i Dąbrówka        |              | Białołęka      |
| Las Kabacki im. Stefana Starzyńskiego | 902,68 ha    | Ursynów        |
| Rezerwat Kawęczyn                     |              | Rembertów      |
| Lasek na Kole                         | 44 ha        | Wola           |
| Las Lindego                           | 26 ha        | Bielany        |
| Las Młociński                         |              | Bielany        |
| Morysin                               | 53,46 ha     | Wilanów        |
| Las Natoliński                        | 105 ha       | Ursynów        |
| Olszynka Grochowska                   | 56,95 ha     | Praga-Południe |
| Skarpa Ursynowska                     | 22,65 ha     | Ursynów        |
| Rezerwat im. Króla Jana Sobieskiego   | 113,56 ha    | Wawer          |
| Zakole Wawerskie                      | 54,06 ha     | Wawer          |

## Pozostałe rezerwaty
| nazwa                   | powierzchnia | dzielnica |
| ----------------------- | ------------ | --------- |
| Jeziorko Czerniakowskie | 47,60 ha     | Mokotów   |
| Kalinowa Łąka           | 30,67 ha     | Bemowo    |
| Ławice Kiełpińskie      | 803 ha       | Białołęka |
| Łosiowe Błota           | 30,67 ha     | Bemowo    |
| Wyspy Zawadowskie       | 530,28 ha    | Wilanów   |